# Saison 1980-1981 de la LIH
Saison précédente Saison suivante
La Saison 1980-1981 est la trente-sixième saison de la ligue internationale de hockey.
Les Gears de Saginaw remportent la Coupe Turner en battant les Wings de Kalamazoo en série éliminatoire.

## Saison régulière
Deux équipes cessent leurs activités avant le début de la saison, soit les Gems de Dayton et les Owls de Grand Rapids. La ligue reconstitue les divisions Nord et Sud, ceux-ci étant renommée Est et Ouest.

### Classement de la saison régulière
Pour les significations des abréviations, voir Statistiques du hockey sur glace.
| Équipe                | PJ | V  | D  | N  | PTS | Bp  | Bc  |
| --------------------- | -- | -- | -- | -- | --- | --- | --- |
| Gears de Saginaw      | 82 | 45 | 29 | 8  | 98  | 392 | 289 |
| Flags de Port Huron   | 82 | 31 | 35 | 16 | 78  | 337 | 377 |
| Generals de Flint     | 82 | 32 | 42 | 8  | 72  | 324 | 363 |
| Goaldiggers de Toledo | 82 | 26 | 47 | 9  | 61  | 303 | 392 |

| Équipe                | PJ | V  | D  | N  | PTS | Bp  | Bc  |
| --------------------- | -- | -- | -- | -- | --- | --- | --- |
| Wings de Kalamazoo    | 82 | 52 | 20 | 10 | 114 | 369 | 244 |
| Komets de Fort Wayne  | 82 | 37 | 30 | 15 | 89  | 337 | 303 |
| Admirals de Milwaukee | 82 | 32 | 35 | 15 | 79  | 354 | 371 |
| Mohawks de Muskegon   | 82 | 28 | 45 | 9  | 65  | 274 | 351 |

### Meilleurs pointeurs
Nota : PJ = Parties Jouées, B  = Buts, A = Aides, Pts = Points
| Joueur            | Équipe     | PJ | B  | A  | Pts |
| ----------------- | ---------- | -- | -- | -- | --- |
| Marcel Comeau     | Saginaw    | 81 | 44 | 82 | 126 |
| Rob Plumb         | Kalamazoo  | 82 | 54 | 55 | 109 |
| Barry Scully      | Fort Wayne | 82 | 69 | 39 | 108 |
| Fred Berry        | Milwaukee  | 72 | 35 | 71 | 106 |
| Jim Malazdrewicz  | Kalamazoo  | 82 | 51 | 54 | 105 |
| Dave Faulkner     | Port Huron | 82 | 45 | 60 | 105 |
| Pierre Giroux     | Flint      | 81 | 55 | 47 | 102 |
| Scott Vanderburgh | Kalamazoo  | 78 | 38 | 63 | 101 |
| Terry McDougall   | Fort Wayne | 82 | 35 | 64 | 99  |
| Larry Gould       | Port Huron | 71 | 30 | 63 | 93  |
| Wayne Thompson    | Flint      | 59 | 41 | 52 | 93  |

## Trophée remis
Par équipe
- Coupe Turner (champion des séries éliminatoires) : Gears de Saginaw.
- Trophée Fred-A.-Huber (champion de la saison régulière) : Wings de Kalamazoo.

Individuel
- Trophée Leo-P.-Lamoureux (meilleur pointeur) : Marcel Comeau, Gears de Saginaw.
- Trophée James-Gatschene (MVP) : Marcel Comeau, Gears de Saginaw.
- Trophée Garry-F.-Longman (meilleur joueur recrue) : Scott Vanderburgh, Wings de Kalamazoo.
- Trophée Ken-McKenzie (meilleur recrue américaine) : Mike Labianca, Goaldiggers de Toledo et Steve Janaszak, Komets de Fort Wayne.
- Trophée des gouverneurs (meilleur défenseur) : Larry Goodenough, Gears de Saginaw.
- Trophée James-Norris (gardien avec la plus faible moyenne de buts alloués) : Claude Legris et Georges Gagnon, Wings de Kalamazoo.